# St. Margaretha (Breitenbach)

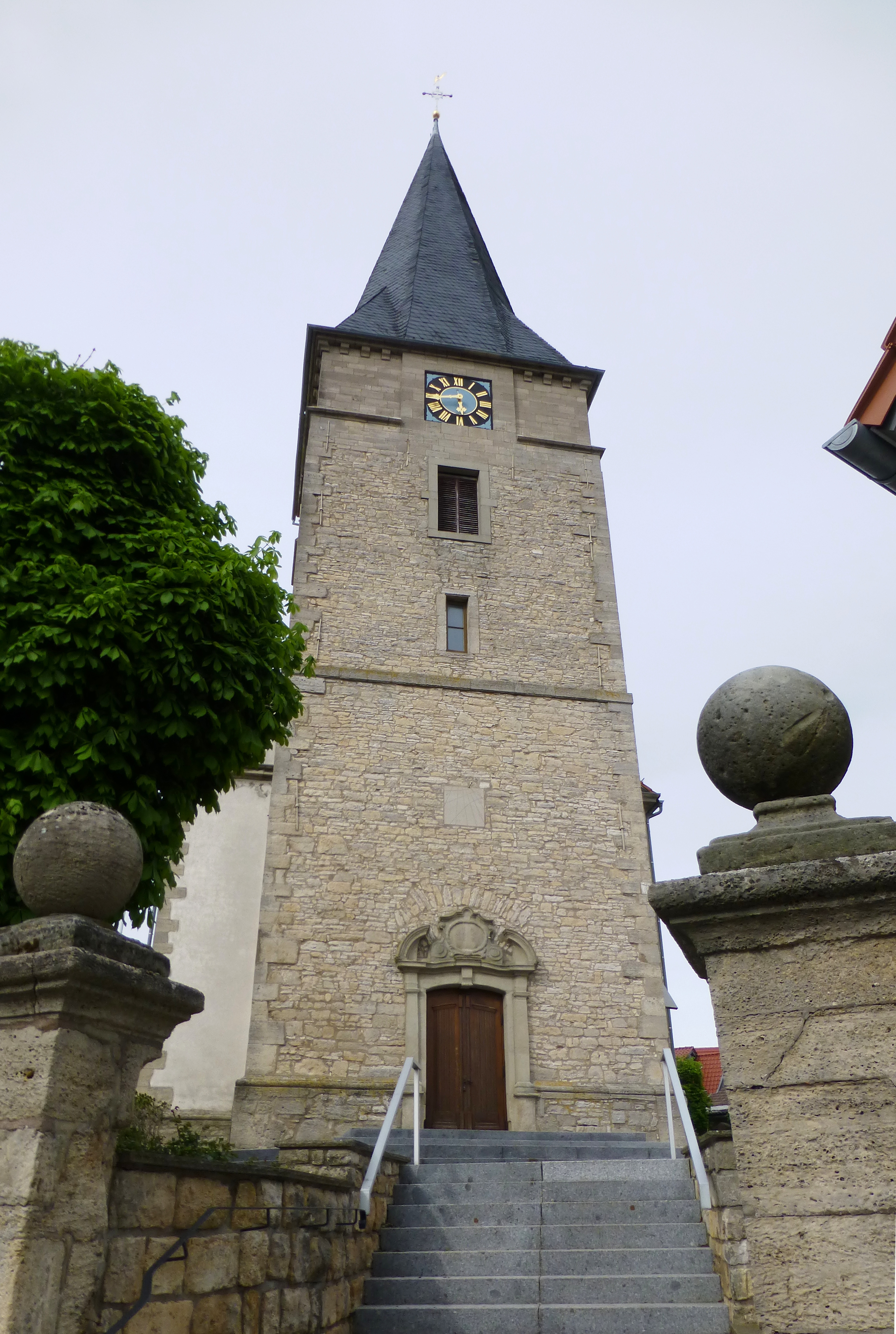
Römisch-katholische Kirche St. Margaretha in Breitenbach

Die römisch-katholische Filialkirche St. Margaretha steht in Breitenbach im thüringischen Landkreis Eichsfeld. Sie ist Filialkirche der Pfarrei St. Maria Magdalena Leinefelde im Dekanat Leinefelde-Worbis des Bistums Erfurt. Sie trägt das Patrozinium der heiligen Margareta von Antiochia.

## Geschichte
Die Kirche wurde von 1736 bis 1740 errichtet und die Kirchweihe war 1749.

## Ausstattung
Ein Künstler aus Duderstadt schuf den barocken Hochaltar und den Marienaltar in der Mitte des 18. Jahrhunderts.

## Orgel
Die Orgel wurde 1862 von Gottlieb Knauf gebaut. 1997 wurde sie von Orgelbau Brode aus Heiligenstadt restauriert. Das Instrument hat 15 Register auf zwei Manualen und Pedal. Register- und Tontraktur sind mechanisch.